# Plataea triangularia
Plataea triangularia là một loài bướm đêm trong họ Geometridae.